# Adam Piasecki (przemysłowiec)
Adam Antoni Piasecki (ur. 24 grudnia 1873 w Bieganowie, zm. prawdopodobnie 30 kwietnia 1945 w KL Bergen-Belsen) – polski przemysłowiec, cukiernik i działacz społeczny nazywany „Królem czekolady”.

## Życiorys
Był synem Antoniego (rządcy dór lub wg niektórych źródeł dworskiego agronoma) i Emili Krzyżanowskiej. Wychowywał się w dworku w Bieganowie. W wieku 12 lat ( po śmierci ojca) podjął praktykę cukierniczą w cukierni Müllerowicza w Kielcach, potem w Warszawie. Egzamin czeladniczy zdał w 1893 i przyjechał do Krakowa gdzie pracował w wytwórni cukrów i herbatników Antoniego Nowińskiego.
W 1898 powstała pracownia cukiernicza i Piasecki otworzył przy niej swój pierwszy sklep na ul. Długiej 20, przeniesione następnie na ul. Długą 10. W roku 1904 otworzył  drugi sklep w Kamienicy Margrabskiej przy ul. Floriańskiej 2 (Rynek Główny 47).
W 1910 roku po otrzymaniu kredytu w Krajowym Funduszu Przemysłowym otworzył przy ul. Szlak 26 pierwszą w Krakowie fabrykę czekolady. Jeszcze przed wybuchem I wojny światowej jego fabryka produkowała 11 gatunków twardej czekolady, trzy rodzaje mlecznej, 13 nadziewanej, galanterię czekoladową, biszkopty i herbatniki, które wypierały z rynku wyroby austriackie. Piasecki jest także twórcą batonika „Danusia”.
Po wybuchu wojny spadła produkcja i jakość wyrobów. Ponieważ były problemy ze zbytem Piasecki otworzył w Rynku Głównym sklep firmowy, którego wnętrza zaprojektował Franciszek Mączyński. 
W 1919 roku, gdy fabryka zaczęła lepiej prosperować Piasecki sprzedał ją spółce z o.o., której został współudziałowcem. W 1920 roku przekształciła się ona w nową firmę: A. Piasecki-Fabryka Czekolady w Krakowie SA i zbudowała fabrykę czekolady na zakupionej przy ul. Wrocławskiej 17 parceli. Prezesem Rady Zawiadowczej firmy został hrabia Szczepan Tarnowski, a dyrektorem Adam Piasecki i hrabia Władysław Bobrowski. Firma w 1924 roku zatrudniała 124 stałych i 20–40 sezonowych, a w 1927 miała 330 pracowników.
Znany był też jako działacz społeczny i patriotyczny, w czasie I wojny światowej wspierał swoimi wyrobami walczących żołnierzy, a także przekazał znaczne datki na organizację plebiscytu na Śląsku. Wsparł finansowo odnowę Wawelu. Był współtwórcą szkoły cukierniczej w Krakowie i prezesem Stowarzyszenia Cukierników.
Podczas II wojny światowej był nadal dyrektorem firmy, aresztowany przez Niemców za przydzielenie pracownikom fabryki deputatu słodyczy, uwięziony przy ul. Montelupich, został następnie wywieziony do niemieckiego obozu koncentracyjnego KL Groß-Rosen potem do niemieckiego obozu KL Bergen-Belsen gdzie zmarł. Pochowany w zbiorowej mogile.
Po wojnie fabryka Piaseckiego została upaństwowiona i w 1951 wraz z dwoma innymi, poprzednio prywatnymi firmami weszła w skład nowo utworzonych, państwowych Zakładów Przemysłu Cukierniczego „Wawel”.
Adam Piasecki był żonaty z Michaliną Przybylską. Nie mieli dzieci.

## Ordery i odznaczenia
- Złoty Krzyż Zasługi (9 listopada 1931)[2][3].